# Bannes, Marne
Bannes là một xã thuộc tỉnh Marne trong vùng Grand Est đông nam nước Pháp. Xã nằm ở khu vực có độ cao trung bình 168 mét trên mực nước biển.